# Kölntriangle

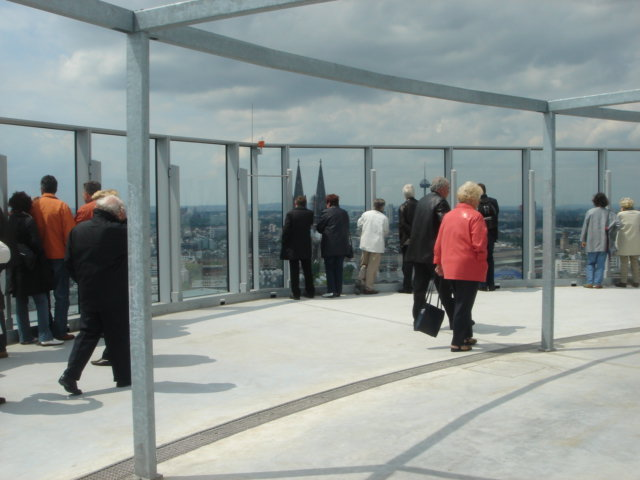
Aussichtsplattform mit Blick auf den Kölner Dom

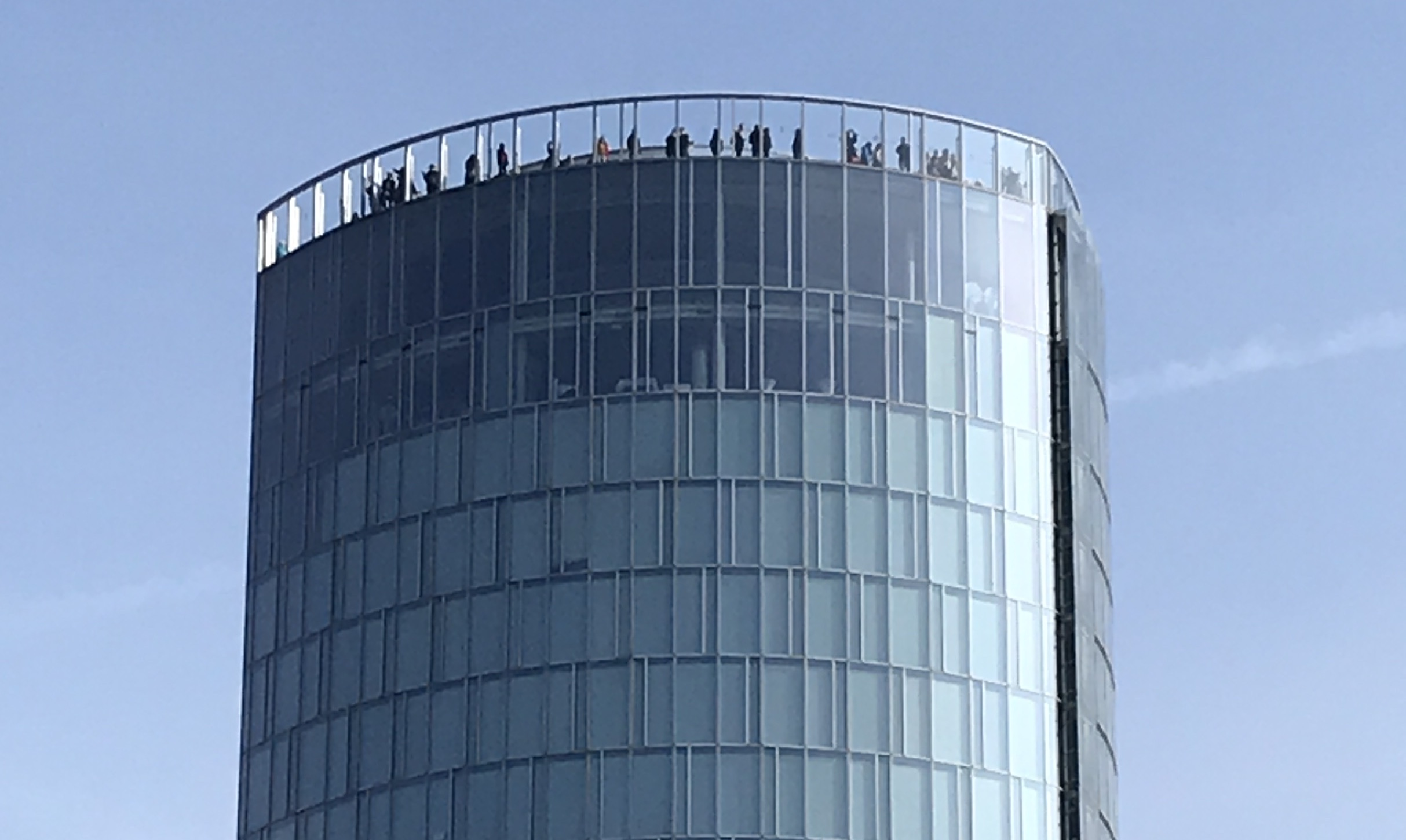
Aussichtsplattform mit Menschen (in der Vergrößerung). Andere Geschosshöhe in 27. und 28. Etage für KölnSky.

Der Kölntriangle (Eigenschreibweise KölnTriangle) ist das zweithöchste Hochhaus im rechtsrheinischen Teil Kölns. Er wurde vom Kölner Architekturbüro Gatermann+Schossig entworfen und zwischen 2004 und 2006 fertiggestellt. Bekannt ist der Kölntriangle durch seine Aussichtsplattform und aus der Diskussion über das Kölner Hochhauskonzept.
Der Kölntriangle ist 103,20 Meter hoch und hat 29 Etagen. Der Name Kölntriangle rührt vom Grundriss des Hochhauses her, einem Dreieck (engl. triangle) mit bogenförmigen Kanten, ähnlich einem Reuleaux-Dreieck. Der Kölntriangle wurde gemeinsam mit dem LVR-Horionhaus gebaut und ist auch mit ihm verbunden über zwei Tore, die einen öffentlich begehbaren Innenhof bilden.

## Geschichte
Das Hochhaus wurde von den Rheinischen Versorgungskassen (RVK) als Anlageobjekt geplant und realisiert. Während der Planungs- und Bauphase wurde in der Presse häufig über den LVR-Turm berichtet (der Landschaftsverband Rheinland ist Träger der RVK). Das Projekt hieß aber von Beginn der ersten Planung an KölnTriangle. Dieser Name rückte jedoch erst später in die Wahrnehmung der Öffentlichkeit.
Die Bauhöhe des Hochhauses war von Anfang an ein Politikum, weil sie für verschiedene politische Zwecke genutzt wurde. Das Fundament des Hochhauses wurde massiver gebaut, als es nach der ursprünglichen Baugenehmigung in der Gebäudehöhe notwendig war. Nachdem die schwarz-grüne Koalitionskrise im Kölner Rat beigelegt wurde, konnte das Hochhaus in der ursprünglich geplanten Höhe gebaut werden. Während der Bauphase war der Kölntriangle der Auslöser für die UNESCO, den Kölner Dom auf die Liste des gefährdeten Welterbes zu setzen. Im Zuge dieser bundesweit beobachteten Diskussion wurde das Hochhauskonzept für Köln-Deutz revidiert.

## Aussichtsplattform
Am 2. September 2006 wurden das Haus und die über einen separaten Eingang erreichbare Aussichtsplattform offiziell in Betrieb genommen. Diesen Tag der offenen Tür nutzten etwa achttausend Besucher zu einem Blick in das Haus und von der Plattform auf die Stadt. Am Abend übertrug das WDR Fernsehen seine Sendung Aktuelle Stunde direkt von der Aussichtsplattform.
In den Jahren 2006, 2007, 2010 und 2017 fanden dort Castings von Deutschland sucht den Superstar statt. Ebenso wurde die nach drei Folgen abgesetzte RTL-Serie Herzog mit Niels Ruf sowie mehrere WDR-Tatorte teilweise im Kölntriangle gedreht. Zu den Kölner Lichtern berichtet der WDR regelmäßig von der Aussichtsplattform.
Mittlerweile haben mehr als 600.000 Gäste Köln von der komplett verglasten Plattform aus betrachtet.

## Ankermieter
Die Refinanzierung des Hochhauses erfolgt über sechs Ankermieter: Die Aussichtsplattform Cologne View wird von der Rheinland Kultur GmbH betrieben. Unterhalb der Aussichtsplattform (27. und 28. Etage) ist es KölnSky welche die Lage als Veranstaltungs- und Konferenzort nutzt.
Für die Büroetagen war der Ankermieter bis Juni 2016 die Europäische Agentur für Flugsicherheit (EASA), die von Beginn an mehr als 11.000 m² gemietet hatte. Seit Dezember 2016 ist es nun die Gebäudewirtschaft der Stadt Köln, die zurzeit rund 13.000 Quadratmeter Bürofläche anmietet.
Im Erdgeschoss gibt es drei Ankermieter, für die spezielle Räumlichkeiten bereits zur Planung berücksichtigt wurden: Praxis in Köln Triangle (Diagnostische Radiologie und Nuklearmedizin mit seinen Großgeräten), Mongo's (Konzept-Restaurantkette) und ein Betriebs-Café (früher öffentlich).

## Kunst am Bau

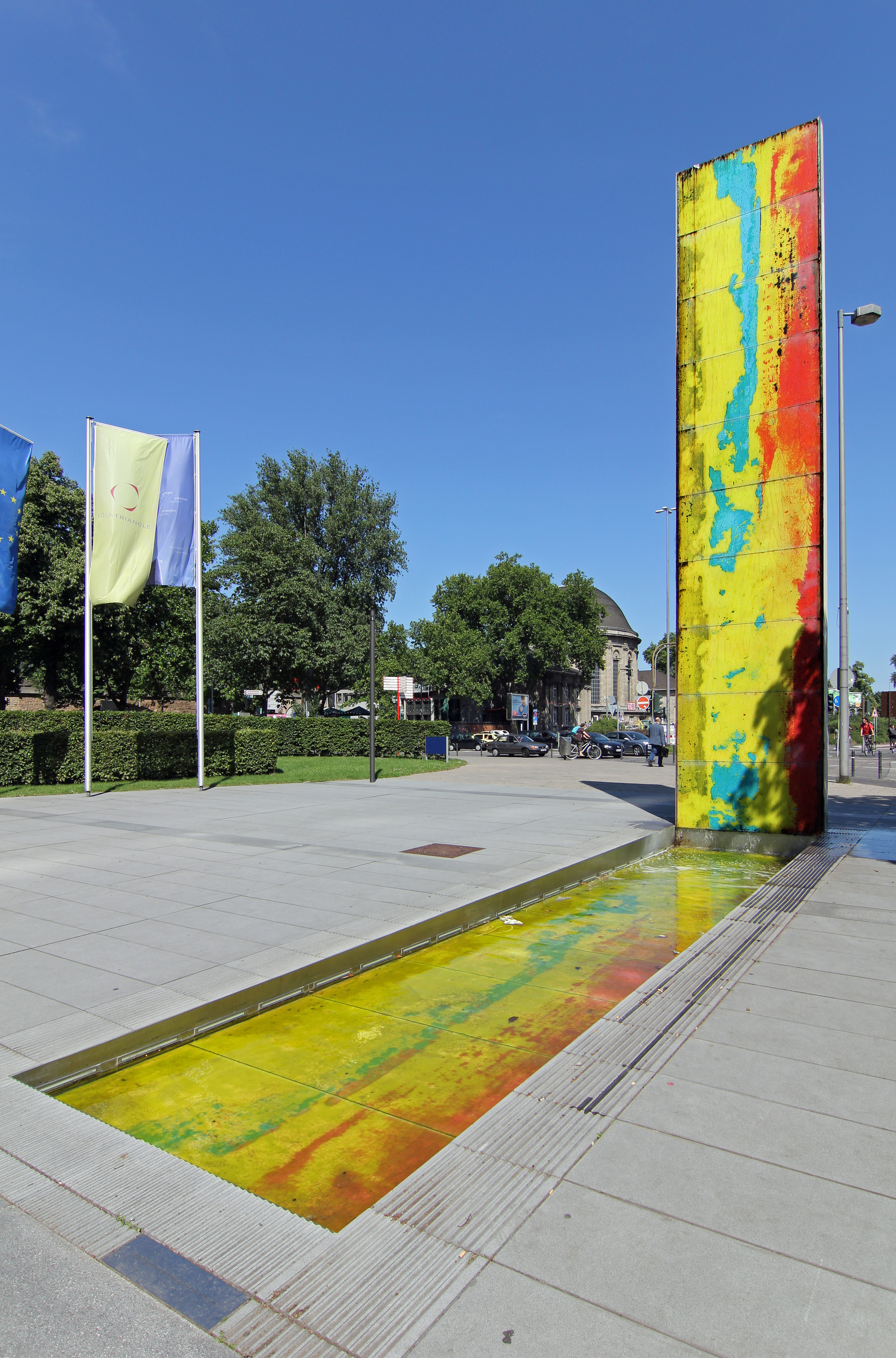
Für Kölntriangle erschaffener Brunnen Deutz Twins am Haupteingang, Stand 2011.

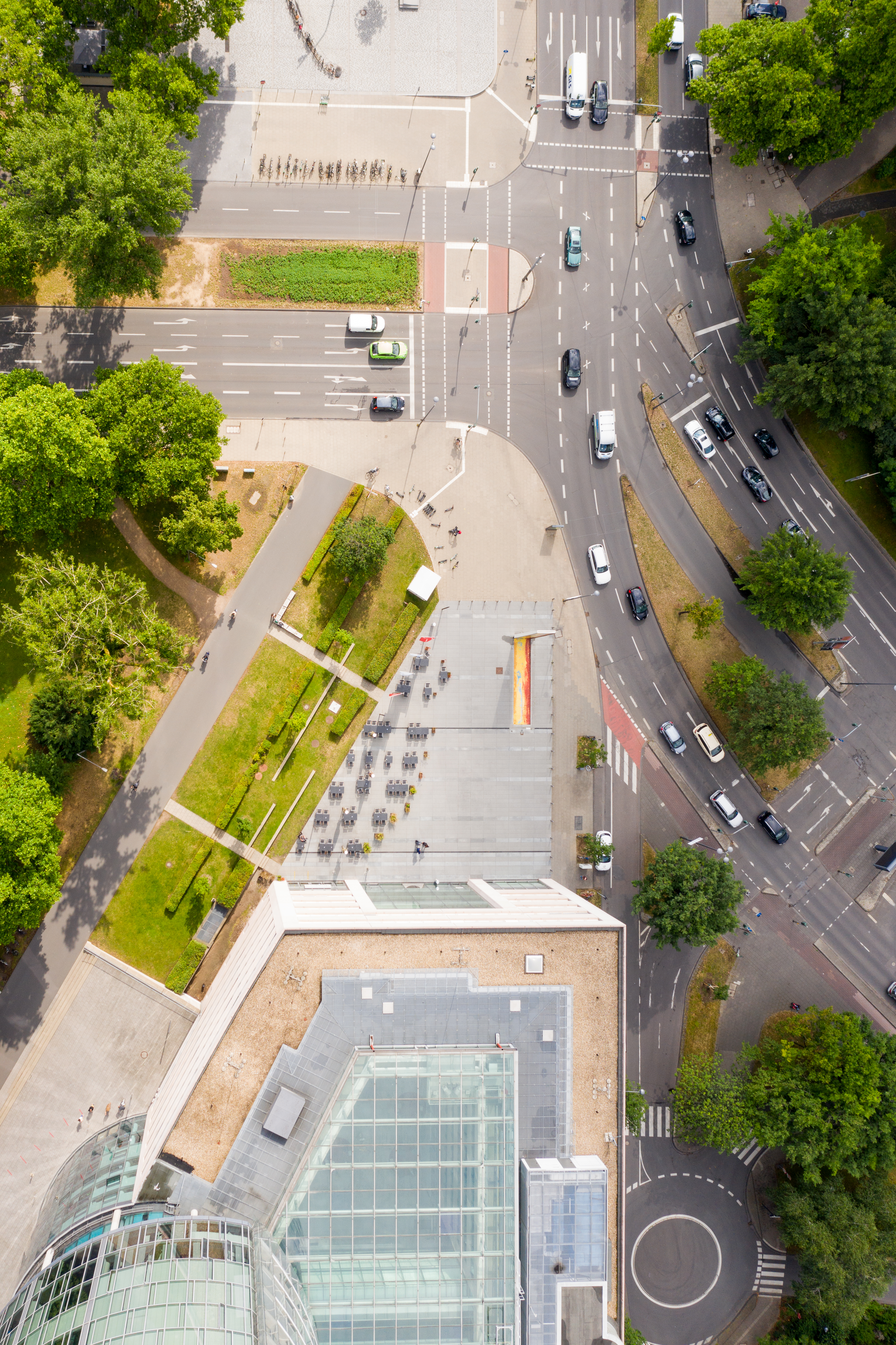
Luftaufnahme westlicher Teil Ottoplatzes, Stand 2020 mit dem Brunnen.

Für das Gebäude wurde ein farbliches Designkonzept entwickelt, welche auch für die Kunst am Bau aufgegriffen wird. Vom New Yorker Künstler Rainer Gross wurde im Eingangsbereich eine typographische Wandmalerei erstellt, die einen kurzen Abriss der Geschichte des Stadtteils Deutz darstellt. Ebenfalls vom Künstler Rainer Gross befindet sich vor dem Eingang, auf dem westlichen Teil des Ottoplatzes, seine 10 Meter hohe Wasserinstallation Deutz Twins die eine spiegelnde Einheit mit dem eigens dazu angelegten 10 Meter schmalen länglichen Becken bildet. Diese Installation ist besonders abends wirkmächtig durch das beleuchtete Becken. Die großformatigen Glasfliesen von 1 × 2 m wurden 2020 einer aufwendigen Komplettsanierung unterzogen.

## Auszeichnungen
- 2006 Innovationspreis Architektur und Glas „Synthese – Architekt und Industrie“: Auszeichnung für die Mono-Doppelfassade (Kölntriangle) in Zusammenarbeit mit Pilkington Deutschland AG.[3]
- 2008 Prime Property Award: Nominierung als Bestplatzierung.[3]